# صفارة (مهنة)
الصفارة أو التصفير مهنة شعبية كانت تشتهر في دول الخليج العربي والعراق، تعني تبييض النحاس أو تصفير النحاس وإزالة الصدأ من الأدوات النحاسية وطليها بالرصاص، كما عُرفت أيضًا في دول عربية كمصر وسوريا ولبنان باسم «مبيّض النحاس»، وهناك صنفان من الصفافير (جمع صفار) الصنف الأول له محلات خاصة في الأسواق الشعبية، والصنف الثاني صفار متجول، يجوب الأحياء والشوارع مناديًا بعبارته الشهيرة «صفار قدور»، خاصة في مواسم معينة مثل شهر رمضان.

## نبذة
اشتق اسم الصّفَّار من الصُّفر، ويعرف أيضًا باسم النحاس الأصفر، وهو عبارةٌ عن سبيكة من النحاس والزنك. تُعدُّ الصفارة من المهن القديمة، وهي في طريقها للانقراض. حيث تتم بواسطة السندان والمبرد والمطرقة، يتم من خلالها تصنيع مستلزمات المنزل مثل أواني المطبخ وبعض التحف.

## عملية التصفير
تنقسم عملية التصفير إلى قسمين، القسم الأول، تحضير الوعاء للتصفير، والقسم الثاني عملية طلائه بالرصاص. ويُستخدم في القسمين كلوريد الأمونيوم، وهو عبارة عن مسحوق بلوري أبيض، حيث يتفكك كلوريد الأمونيوم عند التسخين، فينتج عنه كلوريد الهيدروجين، وهو فعال ضد أكاسيد المعادن الموجودة على سطح المعدن، ومذيبٌ لمادة الرصاص التي تستخدم لطلاء النحاس.